# Tommi Nikkilä
Tommi Nikkilä (Jyväskylän maalaiskunta, 16 giugno 1977) è un ex hockeista su ghiaccio finlandese di ruolo portiere.

## Palmarès
- Campionato kazako di hockey su ghiaccio: 1

2013-2014